# Warszawskie Towarzystwo Fotograficzne
Warszawskie Towarzystwo Fotograficzne – stowarzyszenie utworzone w 1961 roku, powstałe na bazie oddziału warszawskiego Polskiego Towarzystwa Fotograficznego. Członek zbiorowy Federacji Amatorskich Stowarzyszeń Fotograficznych w Polsce, istniejącej w latach 1961–1989.

## Historia
W 1961 roku podczas spotkania członków założycieli Warszawskiego Towarzystwa Fotograficznego – stowarzyszenie uzyskało osobowość prawną, opracowano statut WTF oraz ustanowiono zarząd tymczasowy, któremu przewodniczył Stefan Karliński. W kwietniu 1961 powołano Zarząd WTF, którego prezesem został Stefan Karliński. W marcu 1963 prezesem Zarządu została Anna Jankowska. 
W 1964 roku Warszawskie Towarzystwo Fotograficzne liczyło 302 członków. W 1965 roku, z inicjatywy Jerzego Ferdynanda Beegera, w ramach działalności WTF, zainicjowano ogólnopolski cykliczny (coroczny) konkurs fotograficzny/ wystawę zdjęć Małe formaty. W 1965 roku WTF zorganizowało wystawę Warszawa w moim obiektywie. 
W 1967 roku prezesem Zarządu WTF został Andrzej Voellnagel, wiceprezesem Jan Mierzanowski, sekretarzem Jan Łochowicz oraz skarbnikiem Frank Falzmann. W 1969 roku prezesem Zarządu WTF został Frank Falzmann.
W latach 1967–1969 warszawskie Towarzystwo Fotograficzne było organizatorem I Ogólnopolskiego Konkursu Przeźroczy Barwnych, wystawy 50-lecie Rewolucji Październikowej oraz siedmiu kursów fotografii amatorskiej. W 1969 roku Warszawskie Towarzystwo Fotograficzne liczyło 415 członków. W latach 1969–1971 WTF było organizatorem wystaw fotograficznych: Warszawa 70 (w klubie MPiK), 25 lat Warszawy, Kobieta. W tym samym czasie przy WTF utworzono Sekcję Artystyczną. Od 1972 roku Warszawskie Towarzystwo Fotograficzne współpracowało z Klubem Fotografii w Brnie (Czechy). Współpraca ta dotyczyła m.in. wymiany wystaw członków obu stowarzyszeń, zainicjowana wystawą zdjęć Ladislava Novaka w Warszawie. Wybrani fotografowie wywodzący się z Warszawskiego Towarzystwa Fotograficznego zostali członkami Związku Polskich Artystów Fotografików, kilku członków zostało wyróżnionych tytułami Międzynarodowej Federacji Sztuki Fotograficznej FIAP.

## Działalność
Warszawskie Towarzystwo fotograficzne miało do dyspozycji salę wystawienniczą, wypożyczoną od Federacja Amatorskich Stowarzyszeń Fotograficznych w Polsce – dzięki temu prowadziło szeroko zakrojoną działalność wystawienniczą. Stowarzyszenie było organizatorem wielu wystaw fotograficznych; zbiorowych, pokonkursowych, wystaw indywidualnych swoich członków oraz wystaw innych (zaproszonych) fotografów – warszawskich, krajowych i zagranicznych (m.in. Jerzego Ferdynanda Beegera, Jerzego Napiórkowskiego, Bohdana Korewickiego oraz artystów z Klubu Fotografii w Brnie).
Towarzystwo oprócz działalności wystawienniczej organizowało wiele prelekcji, wieczorów klubowych, spotkań, dyskusji oraz konkursów fotograficznych.

## Członkowie Zarządu WTF
- Stefan Karliński (prezes 1961)
- Anna Jankowska (prezes 1963)
- Andrzej Voellnagel (prezes 1967)
- Jan Mierzanowski (wiceprezes 1967)
- Jan Łochowicz (sekretarz 1967)
- Frank Falzmann (skarbnik 1967)
- Frank Falzmann (prezes 1969)

Źródło